# UFC 77
UFC 77: Hostile Territory fue un evento de artes marciales mixtas celebrado por Ultimate Fighting Championship el 20 de octubre de 2007 en el U.S. Bank Arena, en Cincinnati, Ohio, Estados Unidos.

## Historia
El principal evento contó con la defensa de Anderson Silva defendiendo su campeonato de peso medio contra el excampeón Rich Franklin en una revancha de su primera pelea en octubre de 2006 en UFC 64, donde Silva ganó por nocaut técnico.
El evento coprincipal fue un encuentro de peso pesado dentre el dos veces excampeón de peso pesado Tim Sylvia y el invicto Brandon Vera.

## Resultados

### Tarjeta preliminar
- Peso ligero: Matt Grice vs. Jason Black

Grice derrotó a Black vía decisión dividida (29–28, 28–29, 29–28). Los resultados fueron anunciados inicialmente como 29-28 para Black, 29-28 para Grice y 28-28, y la pelea fue declarada empate dividido. Se anunció entonces que las puntuaciones se habían calculado mal. Grice se adjudicó la victoria, pero los resultados corregidos no se dieron a conocer.
- Peso wélter: Josh Burkman vs. Forrest Petz

Burkman derrotó a Petz vía decisión dividida (29–28, 28–29, 29–28).
- Peso medio: Ryan Jensen vs. Demian Maia

Maia derrotó a Jensen vía sumisión (rear naked choke) en el 2:40 de la primera ronda.
- Peso medio: Yushin Okami vs. Jason MacDonald

Okami derrotó a MacDonald vía decisión unánime (30–27, 30–27, 30–27).

### Tarjeta principal
- Peso medio: Kalib Starnes vs. Alan Belcher

Belcher derrotó a Starnes vía TKO (corte) en el 1:39 de la segunda ronda.
- Peso semipesado: Eric Schafer vs. Stephan Bonnar

Bonnar derrotó a Schafer vía TKO (golpes) en el 2:47 de la segunda ronda.
- Peso ligero: Jorge Gurgel vs. Alvin Robinson

Robinson derrotó a Gurgel vía decisión unánime (29–28, 29–27, 29–27).
- Peso pesado: Tim Sylvia vs. Brandon Vera

Sylvia derrotó a Vera vía decisión unánime (29–28, 29–27, 29–28).
- Campeonato de Peso Medio: Anderson Silva (c) vs. Rich Franklin

Silva derrotó a Franklin vía TKO (rodillazos) en el 1:07 de la segunda ronda para retener el Campeonato de Peso Medio de UFC.

## Premios extra
Cada peleador recibió un bono de $40,000.
- Pelea de la Noche: Matt Grice vs. Jason Black
- KO de la Noche: Anderson Silva
- Sumisión de la Noche: Demian Maia